# Agesipolis II.
Agesipolis II. (altgriechisch Ἀγησίπολις Agēsípolis; † 370 v. Chr.) war der älteste Sohn von König Kleombrotos I. aus dem Hause der Agiaden.
Als Kleombrotos I. 371 v. Chr. in der Schlacht bei Leuktra fiel, wurde Agesipolis II. sein Nachfolger. Sein Mitkönig war der bekanntere Agesilaos II. Bereits nach einjähriger Herrschaft starb Agesipolis II. offenbar kinderlos, denn Kleomenes II., sein jüngerer Bruder, wurde nun zum König gekrönt.